# Potyczka w Michałowicach
Potyczka w Michałowicach (bitwa pod Michałowicami) – potyczka powstania styczniowego stoczona 1 lub 2 lutego 1863 roku przy komorze celnej znajdującej się na pograniczu wsi Michałowice. Walka toczyła się między oddziałkiem powstańczym a oddziałem rosyjskiej straży granicznej tzw. obejszczyki. Starcie zakończyło się zwycięstwem powstańców. 
Z końcem stycznia w niedalekim Ojcowie rozpoczęła się organizacja oddziału powstańczego pod dowództwem Apolinarego Kurowskiego. Do oddziału tego dołączali ochotnicy galicyjscy z pobliskiego Krakowa. Jednemu z takich oddziałków marszowych Ława Główna krakowska poleciła zaatakować w drodze do Ojcowa komorę celną w Michałowicach. Doszło do tego dnia 1 lutego 1863. Oddział powstańczy był bardzo słabo uzbrojony. Liczył on około 60 ludzi. Dowódcami powstańców byli Ludwik Miętta i Teodor Cieszkowski. Strażnicy graniczni, których było około 15-20 stawili krótki opór, po czym się rozbiegli. Powstańcy schwytali 7 z nich, po czym rozbroili i puścili wolno. W ataku tym Polacy mieli 3 rannych, z czego jeden z nich przewieziony do Krakowa zmarł.
Polacy zabrali z komory celnej 6000 rubli. Zerwali łączność telegraficzną. Pozostawili jednak tutaj dotychczas pracujących urzędników granicznych, polecając im prowadzenie kontroli paszportowej i pobieranie opłat celnych. Około 7 czy 8 lutego podjechał tu powstańczy patrol, który zabrał 200 rubli jakie wpłynęły w międzyczasie do kasy celnej.
Nieco inaczej tę potyczkę przedstawia Zieliński. Według niego do starcia miało tutaj dojść 2 lutego przez oddziałek wysłany z Ojcowa. Polacy mieli mieć 1 rannego. Potwierdza on też informację o skonfiskowaniu przez powstańców kwoty 6000 rubli.